# РТК 1
РТК 1 (на албански: RTK 1, Radio Televizioni i Kosovës 1) е първи обществен телевизионен канал на Косово, предоставящ програми на обща тематика. Притежава се от държавната Радио и телевизия на Косово. Каналът съставя и излъчва новинарски емисии, актуални спортни теми и токшоута. Излъчването на каналът покрива цялата територия на Косово, излъчван е и в Албания, Северна Македония, Черна гора, Словения, Германия и Швейцария.

## История
РТК 1 стартира на 19 септември 1999 г., няколко месеца след края на бомбардировките на НАТО над Югославия, по инициатива на тогавашната Мисия на временната администрация на ООН в Косово и Организацията за сигурност и сътрудничество в Европа. Първоначално е финансиран чрез вноски от международни спонсори, по проект на стойност 3 млн. долара. Сериозна подкрепа оказва Бернар Кушнер, тогава старши служител на ООН в Косово.
През февруари 2008 г. РТК става национална обществена телевизия. Няколко месеца по-късно генералният директор Агим Затрики се отказва от функциите си начело на РТК, заклеймявайки намесата на управляващата партия в управлението на обществената телевизионна компания. Същите обвинения по-късно отправя ръководителя на Европейския съюз за радио и телевизия – Жан Ревейон. РТК излъчва политически дебати и предавания, както и сесии от Събранието на Косово. До стартирането на РТК 2 през 2013 г. каналът излъчва и програми на другите малцинствени езици.